# Микроклисура
Миклроклисура је насељено место у општини Гребен у периферији Западна Македонија, Грчка. Према попису из 2021. године било је 24 становника.
Према бугарском географу и историчару, Василу Канчову, у Микроклисури је 1900. године живело 5 Грка.  На попису из 1913. године село се не спомиње јер је напуштено. Обновљено је 1923. године насељавањем 26 грчких избегличких породица, којих је на попису из 1928. године било 98. Село се раније звало Садовишта.